# Allocosa nigripes
Allocosa nigripes este o specie de păianjeni din genul Allocosa, familia Lycosidae. A fost descrisă pentru prima dată de Guy, 1966.
Este endemică în Morocco. Conform Catalogue of Life specia Allocosa nigripes nu are subspecii cunoscute.